# Liste der Baudenkmale in Damme (Dümmer)
In der Liste der Baudenkmale in Damme sind alle Baudenkmale der niedersächsischen Gemeinde Damme (Dümmer) mit dem Kernort Damme und den Ortschaften Borringhausen, Bergfeine, Clemens-August-Dorf, Dalinghausen mit Bokern, Holte und Nienhausen, Damme-Nord mit Bexadde, Damme-Esch, Nordhofe, Wempenmoor und Wienerei, Damme-Ort mit Bergmark, Damme-Süd und Wellenweg, Damme-West, Dümmerlohausen mit Oldorf, Glückauf, Haverbeck, Klünenberg, Langenteilen, Osterdamme, Osterfeine, Reselage mit Sierhausen, Rottinghausen mit Greven, Hinnenkamp, Neuenwalde und Ossenbeck, Rüschendorf mit Ihlendorf, Kemphausen und Hüde sowie Südfelde aufgelistet. Die Quelle der Baudenkmale ist der Denkmalatlas Niedersachsen. Der Stand der Liste ist der 11. Dezember 2024.

## Legende
In den Spalten befinden sich folgende Informationen:
- Lage: die Adresse des Baudenkmales und die geographischen Koordinaten. Kartenansicht, um Koordinaten zu setzen. In der Kartenansicht sind Baudenkmale ohne Koordinaten mit einem roten Marker dargestellt und können in der Karte gesetzt werden. Baudenkmale ohne Bild sind mit einem blauen Marker gekennzeichnet, Baudenkmale mit Bild mit einem grünen Marker.
- Bezeichnung: Bezeichnung des Baudenkmales
- Beschreibung: die Beschreibung des Baudenkmales. Unter § 3 Abs. 2 NDSchG werden Einzeldenkmale und unter § 3 Abs. 3 NDSchG Gruppen baulicher Anlagen und deren Bestandteile ausgewiesen.
- ID: die Objekt-ID des Baudenkmales
- Bild: ein Bild des Baudenkmales, ggf. zusätzlich mit einem Link zu weiteren Fotos des Baudenkmals im Medienarchiv Wikimedia Commons. Wenn man auf das Kamerasymbol klickt, können Fotos zu Baudenkmalen aus dieser Liste hochgeladen werden:

## Damme

### Gruppe: Höltermannsche Mühle
Die Gruppe „Höltermannsche Mühle“ ist seit dem 13. Jahrhundert urkundlich belegt. 1801 wurde die Mühle weitgehend neu errichtet. 1964 wurde der Mühlbetrieb eingestellt. Die Gruppe hat die ID 35650620. Die zur Hofanlage der Mühle gehörige Wegekapelle steht auf der anderen Straßenseite und gehört nicht zur Gruppe, ist aber Einzeldenkmal.

| Lage                                          | Bezeichnung | Beschreibung | ID       | Bild |
| --------------------------------------------- | ----------- | --- | -------- | ---- |
| Mühlenstraße 37 52° 31′ 24″ N, 8° 11′ 25″ O   | Mühle       | Um 1801 errichtetes eingeschossiges Fachwerkgebäude auf einem Bruchsteinsockel und unter einem Satteldach. Das Gebäude ist teilweise auf das Jahr 1640 zurückzuführen. Die Mühle verfügt über zwei Mahlgänge. 1999 wurde das Gebäude restauriert und das Wasserrad ersetzt. Die Mühle kann besichtigt werden. | 35743078 |      |
| Mühlenstraße 37 52° 31′ 23″ N, 8° 11′ 23″ O   | Damm        | Zur Aufstauung des Mühlenbachs und des Mühlenteichs wurde der Mühlendamm errichtet. | 35745962 | BW   |
| Mühlenstraße 37 52° 31′ 23″ N, 8° 11′ 22″ O   | Teich       | Der Mühlenteich wurde nicht nur für die Mühle, sondern von 1925 bis 1954 auch als Dammer Badeanstalt genutzt. | 35745110 | BW   |
| (Mühlenstraße 37) 52° 31′ 23″ N, 8° 11′ 22″ O | Gewässer    | Der Mühlenbach wird zum Antrieb der Mühle genutzt. | 35746113 | BW   |

### Gruppe: Alter katholischer Friedhof
Die Gruppe „Alter katholischer Friedhof“ ist eine Friedhofsanlage im nördlichen Zentrum Dammes. Die Gruppe hat die ID 35650458.

| Lage                                       | Bezeichnung | Beschreibung | ID       | Bild |
| ------------------------------------------ | ----------- | --- | -------- | ---- |
| Friedhofstraße 52° 31′ 24″ N, 8° 11′ 48″ O | Friedhof    | Der Friedhof mit seinen Grabmalen wurde im 19. Jahrhundert angelegt. Ein Kreuzweg mit 14 Stationen ist entlang der Einfriedung angelegt worden.                                                                              | 35742611 | BW   |
| Friedhofstraße 52° 31′ 23″ N, 8° 11′ 44″ O | Kreuzweg    | Der Kreuzweg mit seinen 14 Stationen führt an der Einfriedung entlang. Die Stationen sind mit Namen von Gefallenen des Ersten Weltkrieges versehen. Die zwölfte Station des Kreuzwegs ist im Zentrum des Friedhofs angelegt. | 35742663 | BW   |
| Friedhofstraße                             | Grabstätte  | Die Grabstätte der Familie Feldkamp ist ein eindrucksvolles, in Sandstein angelegtes Kreuz in einem von Säulen getragenen Giebel, links und rechts davon Grabplatten.                                                        | 35742639 |      |
| Friedhofstraße 52° 31′ 23″ N, 8° 11′ 47″ O | Grabstätte  | Aus den Grabmalen Bokel und Leiber (jeweils von 1843) sowie Wintermann (von 1920) bildet sich eine Einheit künstlerisch gestalteter Grabstätten.                                                                             | 35742690 | BW   |
| Friedhofstraße                             | Grabstätte  | Die Grabstätte zeigt ein kniendes Kind mit Kruzifix. | 44108879 |      |
| Friedhofstraße 52° 31′ 25″ N, 8° 11′ 47″ O | Einfriedung | Die Einfriedung des Friedhofs liegt an der Marienstraße und bildet den Rahmen für den Kreuzweg. | 35745332 | BW   |

### Ehemalige Gruppe: Tischlerei Große Straße 17
Die Gruppe „Tischlerei Große Straße 17“ bestand aus einer Tischlerei und einem Wohngebäude. Die Tischlerei wurde 2000 aus dem Denkmalverzeichnis gestrichen, sodass auch die Gruppe aus dem Denkmalverzeichnis entfernt wurde. Die Gruppe hatte die ID 35650591.

| Lage                                        | Bezeichnung              | Beschreibung | ID       | Bild |
| ------------------------------------------- | ------------------------ | --- | -------- | ---- |
| Große Straße 17 52° 31′ 21″ N, 8° 11′ 58″ O | Wohn-/Wirtschaftsgebäude | Auch wenn die Inschrift das Gebäude auf 1861 datiert, wird das eingeschossige verputzte Gebäude nach dem Brand von 1881 errichtet worden sein. Das Bauwerk unter einem Satteldach steht traufständig zur Straße und hat eine Querdurchfahrt. | 35742764 | BW   |
| Große Straße 17 52° 31′ 21″ N, 8° 11′ 58″ O | Tischlerei               | Die Tischlerei wurde um 1900 als massives Hintergebäude unter einem Satteldach errichtet. 2000 wurde das Gebäude zerstört und aus dem Denkmalverzeichnis gestrichen.                                                                         | 35742764 | BW   |

### Ehemalige Gruppe: Textilfabrik Bahlmann & Leiber
Die Gruppe „Textilfabrik Bahlmann & Leiber“ bestand aus dem Fabrik- und Verwaltungsgebäude. Das Fabrikgebäude wurde von Conrad Leiber als Zweigwerk seines Schwiegervaters Ferdinand Bahlmann erbaut. Die Gruppe hatte die ID 35650606.

| Lage                                            | Bezeichnung        | Beschreibung | ID       | Bild |
| ----------------------------------------------- | ------------------ | --- | -------- | ---- |
| Jugendherbergsweg 1 52° 31′ 30″ N, 8° 11′ 19″ O | Fabrikgebäude      | Das 1949 errichtete Produktionsgebäude der Textilfirma Bahlmann & Leiber wurde als zweigeschossiges Backsteingebäude unter einem Satteldach mit Mittelrisalit als Eingang unter einem Walmdach gebaut. Erst 2012 wurde das Gebäude, nachdem es 2003 mit Genehmigung abgerissen worden war, aus dem Denkmalverzeichnis entfernt. | 35742895 | BW   |
| Jugendherbergsweg 1 52° 31′ 29″ N, 8° 11′ 20″ O | Verwaltungsgebäude | Das zweigeschossige Backsteingebäude wurde 1949 als Verwaltung der Textilfabrik unter einem geknickten Satteldach errichtet. Der Eingangsrisalit im Süden steht unter einem Walmdach. | 41259673 | BW   |

### Ehemalige Gruppe: Alte Schmiede Nordhoff
Die Gruppe „Alte Schmiede Nordhoff“ bestand aus der Schmiede, dem Wohnhaus des Schmieds und einem Stallanbau. Durch Abbruch und Umbau wurde der Denkmalschutz 1992 aufgehoben. Die Gruppe hatte die ID 35650665.

| Lage                                      | Bezeichnung | Beschreibung                                                                                                 | ID       | Bild |
| ----------------------------------------- | ----------- | --- | -------- | ---- |
| Donaustraße 5 52° 31′ 12″ N, 8° 11′ 45″ O | Schmiede    | Um 1900 errichtetes eingeschossiges Backsteingebäude unter einem Walmdach.                                   | 35742559 | BW   |
| Donaustraße 5 52° 31′ 13″ N, 8° 11′ 45″ O | Stallanbau  | An die Schmiede angeschlossener Stallanbau                                                                   | 35745010 | BW   |
| Donaustraße 5 52° 31′ 12″ N, 8° 11′ 46″ O | Wohnhaus    | Das ursprünglich 1739 als Ackerbürgerhaus errichtete Fachwerkgebäude wurde 1952 und 1974 erheblich umgebaut. | 35742533 | BW   |

### Einzeldenkmale
| Lage                                          | Bezeichnung         | Beschreibung | ID       | Bild           |
| --------------------------------------------- | ------------------- | --- | -------- | -------------- |
| 52° 33′ 10″ N, 8° 12′ 56″ O                   | Vermessungspunkt    | Der Vermessungspunkt (sog. „Gaußstein Mordkuhlenberg“) diente in der Vergangenheit zur Triangulation. Erstmals wurde der Punkt vom Franzosen Epailly genutzt und 1824 durch den Steuerrat Vorländer mit einer Pyramide gekennzeichnet. Als 1829 und 1830 die Hannoversche Triangulation durch Joseph Gauß erfolgte, wurde der Vermessungspunkt erneut genutzt. Für die Vermessung im Herzogtum Oldenburg wurde hier von Hofrat von Schrenk ein Oldenburgischer Steinpfeiler aus rotem Sandstein 1837 auf einem Sockel errichtet. | 47496376 | BW             |
| Große Straße 6 52° 31′ 24″ N, 8° 11′ 59″ O    | Brennerei           | Die Schnapsbrennerei Enneking wurde 1850 als zweigeschossiges Backsteingebäude mit Schornstein unter einem Satteldach errichtet. Die zugehörige Hofanlage wurde 1982 abgebrochen. | 35742715 | BW             |
| Große Straße 16 52° 31′ 21″ N, 8° 11′ 57″ O   | Geschäftshaus       | Um 1890 wurde das zweigeschossige Backsteingebäude unter einem Satteldach errichtet. Markant ist die im Obergeschoss eingelassene Ädikula mit Spitzbogen. | 35742740 | BW             |
| Große Straße 21 52° 31′ 20″ N, 8° 11′ 57″ O   | Hotel               | 1804 errichtetes zweigeschossiges Fachwerkgebäude (sog. „Blechhotel“) unter einem Walmdach, das wie ein Mansarddach gestuft ist. Die Blechverkleidung wurde um 1885 angebracht. Seit 1959 wird das Gebäude vornehmlich für Büros genutzt. | 35742820 | BW             |
| Große Straße 42 52° 31′ 17″ N, 8° 11′ 48″ O   | Gasthaus            | 1807 errichtetes eingeschossiges Fachwerkgebäude unter einem Satteldach. Der Giebel wurde 1956 vollständig erneuert. | 35742845 |                |
| Große Straße 71-73 52° 31′ 8″ N, 8° 11′ 39″ O | Wohnhaus            | 1765 errichtetes eingeschossiges verputztes Gebäude unter einem Schopfwalmdach. Über dem mittigen Eingang befindet sich ein Zwerchhaus unter einem Satteldach. Das Portal zeigt das Wappen der Familie von der Hoya, das hier den Vogt stellte. Das Gebäude wurde zeitweilig als Amtshaus (1817-1879), als Amtsgericht (1878-1902 und 1912-1971) genutzt. Seit 1990 ist es die Dienststelle der Polizei in Damme. | 35742870 | BW             |
| Kirchplatz 8 52° 31′ 14″ N, 8° 11′ 49″ O      | Wohn-/Geschäftshaus | Das 1905 errichtete zweigeschossige verputzte neobarocke Gebäude (sog. „Haus Bitter“) unter einem Walmdach zeigt einen Schweifgiebel und einen Erker im Obergeschoss. | 35742922 |                |
| Kirchplatz 10 52° 31′ 14″ N, 8° 11′ 51″ O     | Wohnhaus            | 1888 errichtetes zweigeschossiges verputztes Gebäude unter einem Walmdach. Rückwärtiger Anbau, vermutlich von 1930, unter einem Schopfwalmdach. | 35742944 |                |
| Kirchplatz 21 52° 31′ 16″ N, 8° 11′ 52″ O     | Kirche              | Die eindrucksvolle, von 1904 bis 1906 nach Plänen von Heinrich Flügel errichtete neogotische Hallenkirche St. Viktor (sog. „Dammer Dom“) mit großem Querhaus steht an der Stelle des Vorgängerbaus aus dem 15. Jahrhundert. Erhalten ist noch der Turm aus dem 13. Jahrhundert, der heutige Nordturm. Der Taufstein im Inneren datiert auf die Zeit um 1200. | 35742971 | Weitere Bilder |
| Lindenstraße 25 52° 31′ 8″ N, 8° 11′ 34″ O    | Kapelle             | Im Zwickel zwischen Lindenstraße und Große Straße gelegen wurde die Laurentiuskapelle als erstes evangelisches Gotteshaus 1905 errichtet. Es handelt sich um eine Saalkirche aus Backstein mit einem dreigeschossigen Turm. | 35742998 | BW             |
| Lindenstraße 25 52° 31′ 8″ N, 8° 11′ 35″ O    | Kirchhof            | Der Kirchhof um die Laurentiuskapelle zeichnet sich durch einen alten Baumbestand aus. | 35745284 | BW             |
| Lindenstraße 25 52° 31′ 7″ N, 8° 11′ 35″ O    | Kirchhof            | Es handelt sich um einen alten Baumbestand auf dem Kirchhof der Laurentiuskapelle. | 35746087 | BW             |
| Mühlenstraße 52° 31′ 26″ N, 8° 11′ 27″ O      | Wegekapelle         | Die um 1890 errichtete Backsteinkapelle unter einem Satteldach gehört zur gegenüberliegenden Hofanlage (Höltermannsche Mühle) | 35743055 | BW             |
| L80 52° 30′ 57″ N, 8° 12′ 11″ O               | Kilometerstein      | An Kilometer 75 der Landesstraße 80 (alte Chaussee Oldenburg-Vechta-Damme) aufgestellter Monolith | 35744889 | BW             |
| L846                                          | Kilometerstein      | An Kilometer 70 der Landesstraße 846 (alte Chaussee Oldenburg-Vechta-Damme) aufgestellter Monolith | 35744869 |                |

### Ehemalige Baudenkmale
| Lage                                               | Bezeichnung              | Beschreibung | ID       | Bild |
| -------------------------------------------------- | ------------------------ | --- | -------- | ---- |
| Donaustraße 7 52° 31′ 12″ N, 8° 11′ 46″ O          | Wohnhaus                 | Das alte Haus neben der Schmiede wurde abgebrochen und damit aus dem Denkmalverzeichnis gestrichen.                                                                                                   | 35742586 | BW   |
| Kirchplatz 15 52° 31′ 14″ N, 8° 11′ 55″ O          | Wohnhaus                 | 2003 abgebrochenes Pastorat. | 35742586 | BW   |
| Osterdammer Straße 61 52° 31′ 2″ N, 8° 12′ 26″ O   | Wohn-/Wirtschaftsgebäude | Das Zweiständer-Hallenhaus unter einem Satteldach war 2007 abgebrannt. | 35743132 | BW   |
| Osterdammer Straße 61 52° 31′ 2″ N, 8° 12′ 25″ O   | Baumbestand              | Zum abgebrannten Hof gehörte ein alter Eichenbestand. | 35745451 | BW   |
| Rüschendorfer Straße 8 52° 31′ 20″ N, 8° 11′ 59″ O | Wohnhaus                 | 1911 errichtetes eingeschossiges Wohnhaus mit verputzter Fassade. Das Mansardwalmdach ruht auf einem Drempel. Durch die umfassenden Veränderungen seit 2021 nicht mehr im Denkmalverzeichnis geführt. | 49727463 | BW   |

## Bergfeine

### Einzeldenkmal
| Lage                                   | Bezeichnung | Beschreibung | ID       | Bild |
| -------------------------------------- | ----------- | --- | -------- | ---- |
| Bergfeine 6 52° 32′ 24″ N, 8° 15′ 4″ O | Wegekapelle | 1920 errichtetes Backsteingebäude unter einem Satteldach. Das Gebäude wurde nach einem Schaden durch einen Verkehrsunfall 1983 verändert. | 35742367 | BW   |

## Bexadde

### Gruppe: Bexadder Hof
Die Gruppe „Bexadde-Hof“ oder „Hof Rake“ ist eine beispielhafte Hofanlage aus der Mitte des 19. Jahrhunderts und hat die Gruppe 35652152.

| Lage                                         | Bezeichnung              | Beschreibung | ID       | Bild |
| -------------------------------------------- | ------------------------ | --- | -------- | ---- |
| Gramker Straße 10 52° 31′ 58″ N, 8° 10′ 8″ O | Wohn-/Wirtschaftsgebäude | 1853 errichtetes verputztes Backstein-Hallenhaus unter einem Satteldach.                                                                                | 35744782 | BW   |
| Gramker Straße 10 52° 31′ 58″ N, 8° 10′ 6″ O | Scheune                  | Die Fachwerkscheune mit Querdurchfahrt auf einem Feldsteinsockel und unter einem Satteldach wurde in der zweiten Hälfte des 19. Jahrhunderts errichtet. | 35744814 | BW   |
| Gramker Straße 10 52° 31′ 59″ N, 8° 10′ 6″ O | Stall                    | Das lange Fachwerkgebäude unter einem Satteldach wurde 2006 zerstört und aus dem Denkmalverzeichnis gestrichen.                                         | 35744842 | BW   |
| Gramker Straße 10 52° 31′ 58″ N, 8° 10′ 9″ O | Baumbestand              | Auf der Hofanlage befindet sich ein alter Baumbestand.                                                                                                  | 35746060 | BW   |
| Gramker Straße 10 52° 31′ 57″ N, 8° 10′ 6″ O | Einfriedung              | Die frühere Einfriedung mit Lesesteinen wurde durch Hecken ersetzt.                                                                                     | 35745034 | BW   |

## Bokern

### Einzeldenkmale
| Lage                                | Bezeichnung | Beschreibung                                                                                | ID       | Bild |
| ----------------------------------- | ----------- | ------------------------------------------------------------------------------------------- | -------- | ---- |
| Bokern 6 52° 32′ 5″ N, 8° 13′ 50″ O | Wegekapelle | Um 1900 errichtete verputzte Wegekapelle unter einem Satteldach, dem Hof Wehming zugehörig. | 35742391 | BW   |
| Bokern 6 52° 32′ 5″ N, 8° 13′ 51″ O | Baumbestand | Die Wegekapelle wird von einem Baumbestand gesäumt.                                         | 35745474 | BW   |

## Borringhausen

### Einzeldenkmale
| Lage                                         | Bezeichnung              | Beschreibung | ID       | Bild |
| -------------------------------------------- | ------------------------ | --- | -------- | ---- |
| Dammer Straße 2B 52° 30′ 56″ N, 8° 13′ 25″ O | Wegekapelle              | 1886 errichtete die Familie Rohling das neugotische Backsteingebäude unter einem Satteldach. Auf dem Altar befindet sich ein Kruzifix. | 35742415 | BW   |
| Dammer Straße 8 52° 30′ 55″ N, 8° 13′ 34″ O  | Wohn-/Wirtschaftsgebäude | 1773 als Heuerhaus errichtetes Zweiständer-Hallenhaus unter einem Satteldach. | 35742439 | BW   |
| Dammer Straße 12 52° 30′ 55″ N, 8° 13′ 45″ O | Schule                   | Von 1910 bis 1911 errichtetes Backsteingebäude unter einem Satteldach. Heute wird das Gebäude für die Feuerwehr genutzt. | 35742464 | BW   |
| Stiege 10 52° 31′ 34″ N, 8° 14′ 1″ O         | Windmühle                | Die Schnatmühle wurde von 1893 bis 1895, nachdem die alte Mühle abgebrannt war, als Galerieholländer in Ziegelbauweise errichtet. 1945 waren die Flügel abgebrannt, auch die Galerie wurde entfernt. Der Sockel auf Bruchsteinen wurde 1983 wegen eines weiteren Brandes wieder aufgebaut. | 35742486 |      |
| Teichstraße 4 52° 30′ 53″ N, 8° 13′ 29″ O    | Wohn-/Wirtschaftsgebäude | 1754 errichtetes Zweiständer-Hallenhaus unter einem Satteldach. | 35742509 | BW   |

## Dümmerlohausen

### Einzeldenkmale
| Lage                                       | Bezeichnung | Beschreibung                                                                  | ID       | Bild |
| ------------------------------------------ | ----------- | ----------------------------------------------------------------------------- | -------- | ---- |
| Am Meyerhof 4 52° 31′ 46″ N, 8° 16′ 44″ O  | Wegekapelle | 1931 errichtetes Backsteingebäude, in dem sich eine Herz-Jesu-Figur befindet. | 35743156 | BW   |
| Dümmerstraße 2 52° 31′ 49″ N, 8° 16′ 41″ O | Wegekapelle | Neogotische Backsteinkapelle                                                  | 35743182 | BW   |

## Greven

### Einzeldenkmale
| Lage                                 | Bezeichnung              | Beschreibung                                                                | ID       | Bild |
| ------------------------------------ | ------------------------ | --------------------------------------------------------------------------- | -------- | ---- |
| Greven 8 52° 29′ 35″ N, 8° 8′ 41″ O  | Wohn-/Wirtschaftsgebäude | 1836 errichtetes Zweiständer-Hallenhaus unter einem Satteldach              | 35743205 | BW   |
| Greven 10 52° 29′ 33″ N, 8° 8′ 25″ O | Kapelle                  | Um 1920 errichtete Backsteinkapelle des Hofs Herzog unter einem Satteldach. | 41149335 | BW   |

## Haverbeck

### Einzeldenkmale
| Lage                                            | Bezeichnung | Beschreibung | ID       | Bild |
| ----------------------------------------------- | ----------- | --- | -------- | ---- |
| Lehmdener Straße 45 52° 33′ 50″ N, 8° 17′ 15″ O | Backhaus    | Um 1700 errichtetes Fachwerkgebäude unter einem Satteldach, das 2009 auf dem Hofgelände Böckstelte umgesetzt wurde.                                                                                       | 35743229 | BW   |
| Vechtaer Weg 52° 33′ 22″ N, 8° 16′ 38″ O        | Wegekapelle | Um 1900 errichtete neogotische Backsteinkapelle unter einem Satteldach. | 35743278 | BW   |
| Vechtaer Weg 52° 33′ 23″ N, 8° 16′ 39″ O        | Baumbestand | Die Wegekapelle wird von einem alten Baumbestand gesäumt. | 35745496 | BW   |
| Pickerweg 52° 33′ 49″ N, 8° 16′ 29″ O           | Pflaster    | Der hier mit einem Piesberg-Pflaster überdeckte Handelsweg bestand schon seit dem 9. Jahrhundert. Die Pflasterung wurde um 1900 angelegt. Der Mittelstreifen aus Klinkern besteht seit den 1950er Jahren. | 35743330 | BW   |
| Vechtaer Weg 5 52° 33′ 59″ N, 8° 16′ 24″ O      | Wegekapelle | 1920 errichtete Backsteinkapelle des Hofs Haverbeck unter einem Satteldach | 35743304 | BW   |

### Ehemaliges Denkmal
| Lage                                            | Bezeichnung              | Beschreibung | ID       | Bild |
| ----------------------------------------------- | ------------------------ | --- | -------- | ---- |
| Lehmdener Straße 52 52° 33′ 44″ N, 8° 17′ 19″ O | Wohn-/Wirtschaftsgebäude | Das um 1900 errichtetes Ackerbürgerhaus aus Backstein unter einem Satteldach wurde bis 1967 noch als Gasthaus genutzt und schließlich vor 2023 abgebrochen und aus dem Denkmalverzeichnis entfernt. | 35743254 | BW   |

## Ihlendorf

### Einzeldenkmale
| Lage                                       | Bezeichnung              | Beschreibung | ID       | Bild |
| ------------------------------------------ | ------------------------ | --- | -------- | ---- |
| Ihlendorf (18) 52° 31′ 51″ N, 8° 14′ 30″ O | Kapelle                  | Das im Volksmund „Hillgenhüsken“ oder „Grevers Kapelle“ genannte Fachwerkkapelle unter einem Satteldach wurde 1715 errichtet. Eine Translozierung der Kapelle auf die andere Straßenseite erfolgte 1990 nach der Instandsetzung in Folge eines Sturmschadens. | 35743355 | BW   |
| Ihlendorf 6 52° 31′ 45″ N, 8° 15′ 12″ O    | Wohn-/Wirtschaftsgebäude | 1797 wurde das Zweiständer-Hallenhaus des Hofs Börger unter einem Satteldach errichtet. Der Wohnteil ist erneuert worden. | 35743379 | BW   |

### Ehemaliges Denkmal
| Lage                                           | Bezeichnung | Beschreibung | ID       | Bild |
| ---------------------------------------------- | ----------- | --- | -------- | ---- |
| Ihlendorfer Straße 52° 31′ 30″ N, 8° 15′ 11″ O | Pflaster    | Die Pflasterstraße wurde in Naturstein mit einem Mittelstreifen aus Ziegelsteinen angelegt. Ab 1987 wurde die Straße nicht mehr im Denkmalverzeichnis geführt. | 35743404 | BW   |

## Kemphausen

### Gruppe: Hof Kophanke
Die Gruppe „Hofanlage Kophanke“ umfasst eine alte vierseitige Hofanlage aus dem 17. Jahrhundert, die sich weitgehend aus Gebäuden des 19. Jahrhunderts darstellt. Die Gruppe hat die ID 35650474.

| Lage                                       | Bezeichnung | Beschreibung | ID       | Bild |
| ------------------------------------------ | ----------- | --- | -------- | ---- |
| Hauptstraße 25 52° 31′ 9″ N, 8° 15′ 35″ O  | Wohnhaus    | Das eingeschossige Backsteingebäude unter einem Satteldach, das vermutlich von Hermann Büld entworfen wurde, wurde gegen Ende des 19. Jahrhunderts errichtet und wohl in den 1920er Jahren verändert. | 35743447 | BW   |
| Hauptstraße 25 52° 31′ 9″ N, 8° 15′ 36″ O  | Scheune     | Das verputzte Backsteingebäude mit zwei Querdurchfahrten unter einem Satteldach wurde Ende des 19. Jahrhunderts errichtet.                                                                            | 35743527 | BW   |
| Hauptstraße 25 52° 31′ 10″ N, 8° 15′ 36″ O | Remise      | Die Fachwerkremise unter einem Satteldach wurde nachträglich mit verputzten Backsteinwänden Ende des 19. Jahrhunderts errichtet.                                                                      | 35743552 | BW   |
| Hauptstraße 25 52° 31′ 9″ N, 8° 15′ 35″ O  | Stall       | Das Backsteingebäude unter einem Satteldach wurde Ende des 19. Jahrhunderts errichtet. | 35743473 | BW   |
| Hauptstraße 25 52° 31′ 11″ N, 8° 15′ 34″ O | Wegekapelle | Die sog. Kophankesche Kapelle wurde 1956 bis 1957 nach dem Entwurf von Hermann Büld als Fachwerkgebäude mit zweifach vorkragendem Giebel errichtet.                                                   | 35743473 | BW   |

### Einzeldenkmal
| Lage                                       | Bezeichnung | Beschreibung                                                                                | ID       | Bild |
| ------------------------------------------ | ----------- | ------------------------------------------------------------------------------------------- | -------- | ---- |
| Hauptstraße 26 52° 31′ 11″ N, 8° 15′ 33″ O | Hochkreuz   | 1965 aufgestelltes Hochkreuz auf dem Hof Kemphues für die verstorbenen Familienangehörigen. | 35743424 | BW   |

## Klünenberg

### Einzeldenkmale
| Lage                                     | Bezeichnung              | Beschreibung                                                                                | ID       | Bild |
| ---------------------------------------- | ------------------------ | ------------------------------------------------------------------------------------------- | -------- | ---- |
| Klünenberg 52° 32′ 47″ N, 8° 15′ 15″ O   | Hohlweg                  | Die Pflasterstraße Klünenberg verläuft in Teilen als Hohlweg.                               | 35745184 | BW   |
| Klünenberg 9 52° 32′ 50″ N, 8° 16′ 16″ O | Wohn-/Wirtschaftsgebäude | Das Zweiständer-Hallenhaus wurde 1791 als Fachwerkgebäude unter einem Satteldach errichtet. | 35743603 | BW   |

### Ehemaliges Baudenkmal
| Lage                                   | Bezeichnung | Beschreibung                                                                                          | ID       | Bild |
| -------------------------------------- | ----------- | --- | -------- | ---- |
| Klünenberg 52° 33′ 13″ N, 8° 16′ 10″ O | Pflaster    | Um 1960 errichtete Pflasterstraße aus Natursteinen. Ab 2002 nicht mehr im Denkmalverzeichnis geführt. | 35743577 | BW   |

## Langenteilen

### Ehemaliges Denkmal
| Lage                                            | Bezeichnung              | Beschreibung | ID       | Bild |
| ----------------------------------------------- | ------------------------ | --- | -------- | ---- |
| Lehmdener Straße 41 52° 33′ 43″ N, 8° 17′ 14″ O | Wohn-/Wirtschaftsgebäude | 1810 errichtetes Zweiständer-Hallenhaus. 2002 wurde das Gebäude wegen seines Umbaus aus dem Denkmalverzeichnis genommen. | 35743627 | BW   |

## Nienhausen

### Gruppe: Hofanlage Nienhausen 1
Die Gruppe „Hofanlage Nienhausen 1“ ist ein großes Hofgrundstück mit einem 1997 aus der Gemeinde Steinfeld Ortsteil Harpendorf translozierten Wohn-/Wirtschaftsgebäude und weiteren Gebäuden aus dem 19. Jahrhundert. Die Gruppe hat die ID 35652183.

| Lage                                    | Bezeichnung              | Beschreibung | ID       | Bild |
| --------------------------------------- | ------------------------ | --- | -------- | ---- |
| Nienhausen 1 52° 33′ 11″ N, 8° 12′ 8″ O | Wohn-/Wirtschaftsgebäude | Das Haus Westermann, dessen Innengerüst auf 1617 datiert werden kann, wurde 1821 als Zweiständer-Hallenhaus errichtet und 1997 aus Steinfeld-Harpstorf transloziert. Der Wohngiebel kann dendrologisch auf 1779 datiert werden. | 35743027 | BW   |
| Nienhausen 1 52° 33′ 12″ N, 8° 12′ 7″ O | Scheune                  | In der ersten Hälfte des 19. Jahrhunderts errichtete Fachwerkscheune. | 35744712 | BW   |
| Nienhausen 1 52° 33′ 12″ N, 8° 12′ 8″ O | Scheune                  | Anfang des 20. Jahrhunderts errichtete Fachwerkscheune unter einem Satteldach. | 35744737 | BW   |
| Nienhausen 1 52° 33′ 10″ N, 8° 12′ 9″ O | Backhaus                 | Anfang des 19. Jahrhunderts errichtetes Fachwerkgebäude unter einem Satteldach mit Backofenabbau in Feldsteinen. | 35743107 | BW   |

## Nordhofe

### Gruppe: Wassermühle Nordhofe
Die Wassermühle wurde 1734 ursprünglich errichtet. Um 1845 wurde ein Meierhof um die Mühle herum errichtet. Die Mühle blieb bis wenigstens 1915 in Betrieb. Der Stauteich versandete in den 1950er Jahren. Die Gruppe hat die ID 35650635.

| Lage                                        | Bezeichnung | Beschreibung | ID       | Bild |
| ------------------------------------------- | ----------- | --- | -------- | ---- |
| Gramker Straße 1 52° 31′ 32″ N, 8° 11′ 9″ O | Mühle       | 1734 errichtete Fachwerkmühle unter einem Satteldach. Das Mühlrad existiert nicht mehr, dennoch sind Teile der Mühltechnik noch vorhanden. | 35743653 | BW   |
| Gramker Straße 1 52° 31′ 32″ N, 8° 11′ 9″ O | Stauwehr    | Das Stauwehr der Mühle ist noch erhalten.                                                                                                  | 35745135 | BW   |

## Oldorf

### Gruppe: Hof Bosche
Der „Hof Bosche“ (auch: „Villa Oldorf“) ist ein Gehöft, das nach den Plänen des Lohner Architekten Franz Buschmann errichtet und gestaltet wurde. Eine Einfriedung umgibt das Grundstück.

| Lage                                 | Bezeichnung | Beschreibung | ID       | Bild |
| ------------------------------------ | ----------- | --- | -------- | ---- |
| Oldorf 3 52° 31′ 56″ N, 8° 15′ 28″ O | Wohnhaus    | 1927 wurde das zweigeschossige verputzte Gebäude mit Erker unter einem Mansardwalmdach im Stile einer Villa errichtet. | 35743701 | BW   |
| Oldorf 3 52° 31′ 56″ N, 8° 15′ 29″ O | Baumbestand | Umgeben wird das Wohnhaus von einem alten Baumbestand.                                                                 | 35746037 | BW   |
| Oldorf 3 52° 31′ 56″ N, 8° 15′ 28″ O | Garten      | Zum Gebäude gehört ein Garten.                                                                                         | 35745309 | BW   |

### Ehemalige Gruppe: Hofanlage Oldorf 8
Die ehemalige Gruppe „Hofanlage Oldorf 8“ bestand aus Wohngebäude, Stall und Scheune. Auf Grund des baufälligen Zustands wurde die Gruppe schließlich aufgelöst. Als Denkmal besteht nur noch das Wohngebäude. Die Gruppe hatte die ID 35650488.

| Lage                                 | Bezeichnung | Beschreibung | ID       | Bild |
| ------------------------------------ | ----------- | --- | -------- | ---- |
| Oldorf 8 52° 32′ 0″ N, 8° 15′ 26″ O  | Wohnhaus    | Das in den 1920er Jahren errichtete Wohngebäude aus Backstein unter einem Walmdach wurde mit Zwerchhaus und Schweifgiebel gebaut. | 35743728 | BW   |
| Oldorf 8 52° 32′ 0″ N, 8° 15′ 25″ O  | Stall       | Das historische Stallgebäude war 1991 zusammengebrochen und aus der Denkmalliste gestrichen worden.                               | 35743756 | BW   |
| Oldorf 8 52° 31′ 59″ N, 8° 15′ 27″ O | Scheune     | Das historische Scheunengebäude war 1991 wegen der Baufälligkeit aus der Denkmalliste gestrichen worden.                          | 35743781 | BW   |

### Einzeldenkmale
| Lage                                  | Bezeichnung              | Beschreibung                                                    | ID       | Bild |
| ------------------------------------- | ------------------------ | --------------------------------------------------------------- | -------- | ---- |
| Oldorf 10 52° 31′ 57″ N, 8° 15′ 37″ O | Wohn-/Wirtschaftsgebäude | 1813 errichtetes Zweiständer-Hallenhaus unter einem Satteldach. | 35743807 | BW   |
| Oldorf 14 52° 31′ 51″ N, 8° 15′ 35″ O | Wohn-/Wirtschaftsgebäude | 1826 errichtetes Vierständer-Hallenhaus unter einem Satteldach. | 35743831 | BW   |

## Osterdamme

### Einzeldenkmale
| Lage                                             | Bezeichnung              | Beschreibung | ID       | Bild |
| ------------------------------------------------ | ------------------------ | --- | -------- | ---- |
| Hinter den Höfen 19 52° 31′ 19″ N, 8° 12′ 34″ O  | Wohn-/Wirtschaftsgebäude | 1808 wurde das Zweiständer-Hallenhaus unter einem Satteldach errichtet | 35743856 | BW   |
| Osterdammer Straße 3a 52° 49′ 32″ N, 8° 15′ 1″ O | Wegekapelle              | Die sog. Hölter Kapelle ist ein Fachwerkgebäude unter einem Satteldach, dessen Innengerüst aus dem 17./18. Jahrhundert stammt. Die Außenwände wurden in den 1950er Jahren erneuert. | 35743880 | BW   |

## Osterfeine

### Gruppe: Hofanlage Adelmeyer
Die Gruppe „Hofanlage Adelmeyer“ wurde als Hof bereits 1747 erwähnt. Die Gebäude sind jüngeren Datums. Die Hofanlage hat die ID 52895955.

| Lage                                  | Bezeichnung              | Beschreibung                                                                     | ID       | Bild |
| ------------------------------------- | ------------------------ | -------------------------------------------------------------------------------- | -------- | ---- |
| Rieden 20 52° 32′ 17″ N, 8° 17′ 22″ O | Wohn-/Wirtschaftsgebäude | 1813 errichtetes Zweiständer-Hallenhaus unter einem Satteldach. Später erneuert. | 35744105 | BW   |
| Rieden 20 52° 32′ 18″ N, 8° 17′ 23″ O | Baumbestand              | Zum Hof gehört ein alter Baumbestand.                                            | 35745428 | BW   |
| Rieden 20 52° 32′ 17″ N, 8° 17′ 24″ O | Pflaster                 | Die Hofzufahrt ist gepflastert.                                                  | 35745938 | BW   |

### Gruppe: Meierhof Osterfeine
Die Gruppe „Meierhof Osterfeine“ umfasste die Hofanlage mit Wohn-/Wirtschaftsgebäude mit Scheune und Hofpflasterung. Die Scheune wurde in den 2000er Jahren abgebrochen. Die Gruppe hat die ID 35650504.

| Lage                                      | Bezeichnung              | Beschreibung | ID       | Bild |
| ----------------------------------------- | ------------------------ | --- | -------- | ---- |
| Kirchstraße 1 52° 32′ 42″ N, 8° 16′ 46″ O | Wohn-/Wirtschaftsgebäude | 1769 errichtetes Dreiständer-Hallenhaus unter einem Satteldach in Reetdeckung. Angebaut ist ein Stall.                                                               | 35743927 | BW   |
| Kirchstraße 1 52° 32′ 42″ N, 8° 16′ 44″ O | Scheune                  | Die Fachwerkscheune mit Längs- und Quereinfahrten steht unter einem Satteldach. Die Scheune wurde vor 2013 abgebrochen und dann aus dem Denkmalverzeichnis entfernt. | 35743955 | BW   |
| Kirchstraße 1 52° 32′ 42″ N, 8° 16′ 44″ O | Pflaster                 | Eine gepflasterte Zufahrt mit einem Baumbestand führt zum Hof. | 35745208 | BW   |

### Gruppe: Kreuzweg Wiehenkämpen
Die Gruppe „Kreuzweg Wiehenkämpen“ besteht aus 14 Kreuzwegstationen und hat die ID 35650534.

| Lage                                     | Bezeichnung | Beschreibung | ID       | Bild |
| ---------------------------------------- | ----------- | --- | -------- | ---- |
| Wiehenkämpen 52° 32′ 36″ N, 8° 16′ 45″ O | Kreuzweg    | Die 14 Kreuzwegstationen werden durch einzelne Familiengrabstellen ergänzt. Die zwölfte Kreuzwegstation ist durch ein Holzkreuz ersetzt worden. | 35744152 | BW   |

### Einzeldenkmale
| Lage                                         | Bezeichnung              | Beschreibung | ID       | Bild |
| -------------------------------------------- | ------------------------ | --- | -------- | ---- |
| Kirchstraße 2 52° 32′ 45″ N, 8° 16′ 43″ O    | Wohn-/Geschäftshaus      | 1932 bis 1933 als Warenhaus Pohlschneider errichtetes zweigeschossiges Massivgebäude unter einem Flachdach mit Zwerchhaus unter Flachdach. 1980 wurde das Gebäude verändert. | 35743981 | BW   |
| Kirchstraße 8 52° 32′ 40″ N, 8° 16′ 39″ O    | Kirche                   | Die 1861 bis 1864 nach den Plänen von Johann Bernhard Hensen errichtete neogotische Backsteinbasilika St. Mariä Himmelfahrt erhielt zunächst einen Dachreiter, dieser wurde aber zugunsten des errichteten Westturms entfernt. Die Innenausstattung ist teilweise bauzeitlich, teilweise - wie der Hochaltar - verloren gegangen. | 35744008 | BW   |
| Rieden 16 52° 32′ 25″ N, 8° 17′ 14″ O        | Wegekapelle              | 1904 errichtete Backsteinkapelle des Hofs Drahmann unter einem Satteldach. | 35744082 | BW   |
| Rieden/Pickerweg 52° 32′ 27″ N, 8° 17′ 9″ O  | Pflaster                 | Mit Piesberg-Pflaster Ende des 19. oder zu Beginn des 20. Jahrhunderts gedeckte Straße Rieden (Pickerweg), einem historischen Handelsweg seit dem 9. Jahrhundert. | 35744082 | BW   |
| Rieden/Pickerweg 52° 32′ 25″ N, 8° 17′ 13″ O | Baumbestand              | Die gepflasterte Straße ist mit einem alten Baumbestand umgeben. | 35745565 | BW   |
| Sandstraße 1 52° 32′ 44″ N, 8° 16′ 43″ O     | Feuerwehrgerätehaus      | In den ausgehenden 1920er Jahren errichtetes eingeschossiges Backsteingebäude unter einem Walmdach. | 35744130 | BW   |
| Wiehenkämpen 2 52° 32′ 37″ N, 8° 16′ 41″ O   | Wohn-/Wirtschaftsgebäude | Mehrständer-Hallenhaus unter einem abgeknickten Satteldach. | 35744130 | BW   |

### Ehemaliges Baudenkmal
| Lage                                            | Bezeichnung              | Beschreibung | ID       | Bild |
| ----------------------------------------------- | ------------------------ | --- | -------- | ---- |
| Bergfeiner Straße 2 52° 32′ 39″ N, 8° 16′ 35″ O | Wohn-/Wirtschaftsgebäude | 1813 errichtetes Zweiständer-Hallenhaus, das 1993 abgebrochen und aus dem Denkmalverzeichnis gestrichen wurde.                                                                  | 35743903 | BW   |
| Lehmdener Straße 7 52° 32′ 59″ N, 8° 17′ 11″ O  | Stall                    | Der Torfstall wurde als Fachwerkgebäude errichtet und bei einem Verkehrsunfall in der Silvesternacht 1992 zerstört. 1993 wurde der Stall aus dem Denkmalverzeichnis gestrichen. | 35744033 | BW   |

## Rottinghausen

### Einzeldenkmal
| Lage                                   | Bezeichnung | Beschreibung                                                                  | ID       | Bild |
| -------------------------------------- | ----------- | ----------------------------------------------------------------------------- | -------- | ---- |
| Westerend 2 52° 29′ 43″ N, 8° 9′ 58″ O | Wegekapelle | Um 1930 errichtete Backsteinkapelle des Hofs Enneking unter einem Satteldach. | 35744175 | BW   |

## Rüschendorf

### Gruppe: Hofanlage Große Sandermann
Die Gruppe „Hofanlage Große Sandermann“ besteht aus mehreren Gebäuden aus dem 18. und 19. Jahrhundert und hat die ID 35650549.

| Lage                                       | Bezeichnung              | Beschreibung | ID       | Bild |
| ------------------------------------------ | ------------------------ | --- | -------- | ---- |
| Hauptstraße 19 52° 31′ 24″ N, 8° 15′ 47″ O | Wohn-/Wirtschaftsgebäude | 1764 errichtetes Zweiständer-Hallenhaus unter einem Satteldach mit Reetdeckung. Um 1861 erfolgte ein Umbau des Giebels. Verzierungen sind vom 1953 abgebrannten Meierhof aus Rüschendorf angebracht. | 35744198 |      |
| Hauptstraße 19 52° 31′ 25″ N, 8° 15′ 49″ O | Scheune                  | Nach 1850 errichtete Fachwerkscheune mit zwei Querdurchfahrten unter einem Satteldach. 2010 erfolgte ein Reparatur des sturmgeschädigten Giebels.                                                    | 35744226 | BW   |
| Hauptstraße 19 52° 31′ 26″ N, 8° 15′ 48″ O | Kapelle                  | 1894 errichtete Backsteinkapelle unter einem Satteldach | 35744251 | BW   |
| Hauptstraße 19 52° 31′ 26″ N, 8° 15′ 48″ O | Baumbestand              | Die Hofkapelle wird von einem alten Baumbestand umgeben. | 35745540 | BW   |

### Einzeldenkmale
| Lage                                       | Bezeichnung | Beschreibung | ID       | Bild |
| ------------------------------------------ | ----------- | --- | -------- | ---- |
| Hauptstraße 29 52° 31′ 20″ N, 8° 15′ 54″ O | Kirche      | Die vom Kirchenbaumeister Bernhard Römer entworfene Saalkirche St. Agnes aus Backstein unter einem Satteldach mit Westturm wurde von 1903 bis 1905 errichtet. Der Turm wurde in den 1950er Jahren erhöht. | 35744277 | BW   |

## Sierhausen

### Ehemalige Baudenkmale
| Lage                                         | Bezeichnung              | Beschreibung | ID       | Bild |
| -------------------------------------------- | ------------------------ | --- | -------- | ---- |
| Hufeisenstraße 11 52° 30′ 9″ N, 8° 11′ 30″ O | Wohn-/Wirtschaftsgebäude | Laut Inschrift 1769 errichtetes Zweiständer-Hallenhaus des Hofs Wellerding, das 2008 gänzlich abgebrannt war. Daraufhin wurde das Gebäude aus dem Denkmalverzeichnis gelöscht. | 37012246 | BW   |
| Hufeisenstraße 11 52° 30′ 9″ N, 8° 11′ 29″ O | Zufahrt                  | Nachdem das Hauptgebäude abgebrannt war, wurde auch die Zufahrt aus dem Denkmalverzeichnis 2009 gestrichen.                                                                    | 37074077 | BW   |

## Südfelde

### Einzeldenkmal
| Lage                                                 | Bezeichnung | Beschreibung | ID       | Bild |
| ---------------------------------------------------- | ----------- | --- | -------- | ---- |
| Hunteburger Straße (L80) 52° 28′ 48″ N, 8° 14′ 16″ O | Grenzstein  | 1842 bei Kilometer 79,622 errichteter Monolith als Grenzstein zwischen dem Großherzogtum Oldenburg und dem Königreich Hannover. | 35744303 | BW   |

## Wempenmoor

### Gruppe: Ziegelei Stölting
Die Gruppe „Ziegelei Stölting“ wurde 1875 errichtet. 1962 musste die Ziegelei wegen Bergschäden durch das Eisenerzbergwerk geschlossen werden. Heute Museum Ehemalige Ziegelei Stölting. Die Gruppe hat die ID 35650577.

| Lage                                      | Bezeichnung              | Beschreibung | ID       | Bild |
| ----------------------------------------- | ------------------------ | --- | -------- | ---- |
| Zum Schacht 1 52° 32′ 40″ N, 8° 10′ 51″ O | Wohn-/Wirtschaftsgebäude | Giebelständiges Massivgebäude mit traufständigem Anbau mit Quereinfahrt. 2020 nicht mehr im Denkmalverzeichnis geführt, da kein positiver Beitrag zum Denkmalwert der Gruppe vorliegt.                               | 35744687 | BW   |
| Zum Schacht 52° 32′ 42″ N, 8° 10′ 53″ O   | Maschinenhaus            | Anfang des 20. Jahrhunderts errichtetes zweiteiliges Fachwerkgebäude, davon ein Teil unter einem Satteldach, der andere unter einem Pultdach. Darin befinden sich Motoren zum Antrieb der Misch- und Pressmaschinen. | 35744612 | BW   |
| Zum Schacht 52° 32′ 43″ N, 8° 10′ 52″ O   | Trockenhaus              | Anfang des 20. Jahrhunderts errichteter Fachwerkschuppen unter einem Satteldach. | 35744637 | BW   |
| Zum Schacht 52° 32′ 42″ N, 8° 10′ 52″ O   | Ringofen                 | 1902 errichteter Hoffmannscher Ringofen als Holzbau unter einem Satteldach mit Loggia unter einem Walmdach. 1961 umgebaut.                                                                                           | 35744585 |      |
| Zum Schacht 52° 32′ 51″ N, 8° 11′ 7″ O    | Tongrube                 | 1875 angelegte Tongrube, die ab 1962 mit Wasser gefüllt wurde. | 35744662 | BW   |

### Gruppe: Reichssiedlung Scheelenhorst
Die Gruppe „Reichssiedlung Scheelenhorst“ wurde ab 1936 für Offiziere und Unteroffiziere der Munitionsnachschubanlage Damme mit Wohnhäusern oder Doppelhäusern mit Garten und Stall errichtet. Die Gruppe hat die ID 35650563.

| Lage                                            | Bezeichnung | Beschreibung                                                                    | ID       | Bild |
| ----------------------------------------------- | ----------- | ------------------------------------------------------------------------------- | -------- | ---- |
| Reichssiedlung 1 52° 32′ 42″ N, 8° 10′ 31″ O    | Wohnhaus    | 1936 errichtetes Backsteingebäude unter einem Satteldach.                       | 35744687 | BW   |
| Reichssiedlung 1 52° 32′ 41″ N, 8° 10′ 30″ O    | Stall       | 1936 errichtetes Backsteingebäude unter einem Satteldach. Heute Garage          | 35745404 | BW   |
| Reichssiedlung 2 52° 32′ 41″ N, 8° 10′ 32″ O    | Doppelhaus  | 1936 errichtetes eingeschossiges Backsteingebäude unter einem Satteldach.       | 35744352 | BW   |
| Reichssiedlung 2 52° 32′ 40″ N, 8° 10′ 32″ O    | Stall       | 1936 errichtetes Backsteingebäude unter einem Satteldach. Heute Garage.         | 35745380 | BW   |
| Reichssiedlung 3-3A 52° 32′ 40″ N, 8° 10′ 32″ O | Doppelhaus  | 1936 errichtetes eingeschossiges Backsteingebäude unter einem Satteldach.       | 35744378 | BW   |
| Reichssiedlung 3A 52° 32′ 40″ N, 8° 10′ 33″ O   | Stall       | 1936 errichtetes Backsteingebäude unter einem Satteldach. Heute Garage.         | 35745380 | BW   |
| Reichssiedlung 4 52° 32′ 39″ N, 8° 10′ 33″ O    | Wohnhaus    | 1936 errichtetes eingeschossiges Backsteingebäude unter einem Satteldach.       | 35744404 | BW   |
| Reichssiedlung 4 52° 32′ 39″ N, 8° 10′ 33″ O    | Stall       | 1936 errichtetes Backsteingebäude unter einem Satteldach. Heute Garage.         | 52847298 | BW   |
| Reichssiedlung 5-5A 52° 32′ 38″ N, 8° 10′ 34″ O | Doppelhaus  | 1936 errichtetes eingeschossiges Backsteingebäude unter einem Satteldach.       | 35744429 | BW   |
| Reichssiedlung 5 52° 32′ 39″ N, 8° 10′ 35″ O    | Stall       | 1936 errichtetes Backsteingebäude unter einem Satteldach. Heute Garage.         | 52847386 | BW   |
| Reichssiedlung 6-6A 52° 32′ 37″ N, 8° 10′ 36″ O | Doppelhaus  | 1936 errichtetes eingeschossiges Backsteingebäude unter einem Satteldach.       | 35744481 | BW   |
| Reichssiedlung 5A-6 52° 32′ 38″ N, 8° 10′ 36″ O | Stall       | 1936 errichtetes Backsteingebäude unter einem Satteldach. Heute Garage.         | 52847408 | BW   |
| Reichssiedlung 7-7A 52° 32′ 36″ N, 8° 10′ 33″ O | Doppelhaus  | 1936 errichtetes eingeschossiges Backsteingebäude unter einem Satteldach.       | 35744533 | BW   |
| Reichssiedlung 7 52° 32′ 37″ N, 8° 10′ 34″ O    | Stall       | 1936 errichtetes Backsteingebäude unter einem Satteldach. Heute Gartenhäuschen. | 35745062 | BW   |